# Єгіндинський сільський округ (Нуринський район)
Єгінди́нський сільський округ (каз. Егінді ауылдық округі, рос. Егиндинский сельский округ) — адміністративна одиниця у складі Нуринського району Карагандинської області Казахстану. Адміністративний центр та єдиний населений пункт — село Єгінді.
Населення — 993 особи (2021; 1189 у 2009, 1758 у 1999, 1845 у 1989).
Станом на 1989 рік існувала Кіровська сільська рада (село Майоровка). До 2018 року округ називався Кіровським.